# Numan (geslacht)
Numan (ook: Star Numan) was een uit Groningen afkomstig geslacht dat in 1980 uitstierf.

## Geschiedenis
De stamreeks begint met Jan Numan wiens zoon Hermanus Numan (1692-1733) in 1692 in Groningen werd gedoopt. Het geslacht bracht enkele hoogleraren voort. Uit het huwelijk van prof. dr. Alexander Numan (1780-1852) met Catharina Dorothea Star Lichtenvoort (1770-1833) kwam een zoon voort die de geslachtsnaam Star Numan kreeg: prof. mr. Cornelis Star Numan (1807-1857) en al diens nageslacht droeg die dubbele geslachtsnaam. Met Catharina Dorothea Star Numan (1885-1980), gehuwd met de predikant ds. Ottho Gerhard Heldring (1883-1958), directeur en president-directeur Heldringgestichten te Zetten, stierf het geslacht uit.

## Bezittingen
De familie was verbonden aan enkele historische (land)huizen, waaronder Fraeylemaborg, Riniastate, Sophiahof en Welgelegen. Daarnaast zijn de Starnumanbossen naar deze familie genoemd. Ten slotte is de orgelbalustrade in de Kerk van Sondel voorzien van de vermelding Ter nagedachtenis van vrouwe Octavia Cornelia Suzanne van Swinderen. Weduwe van C. Star Numan.

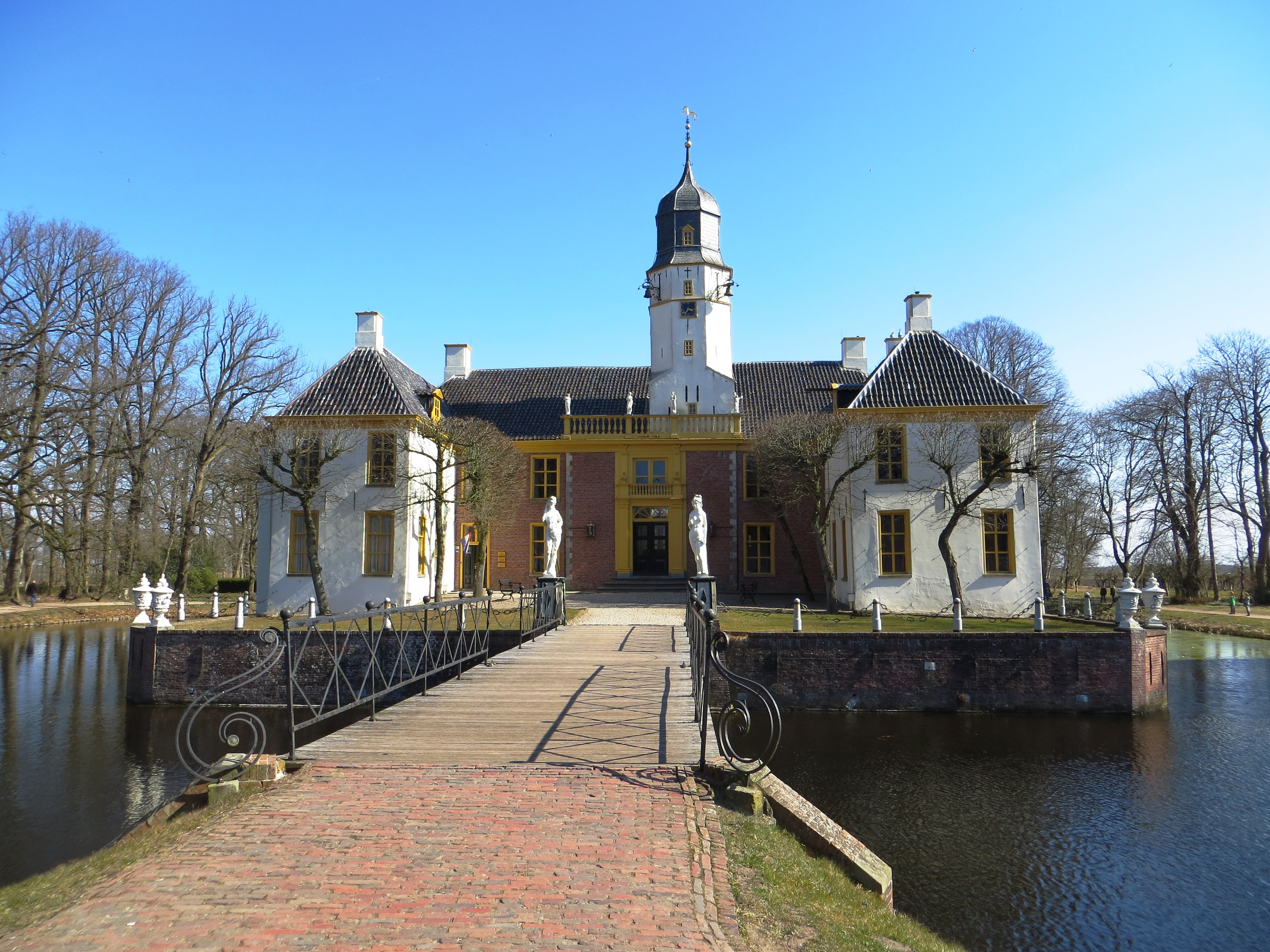
Fraeylemaborg
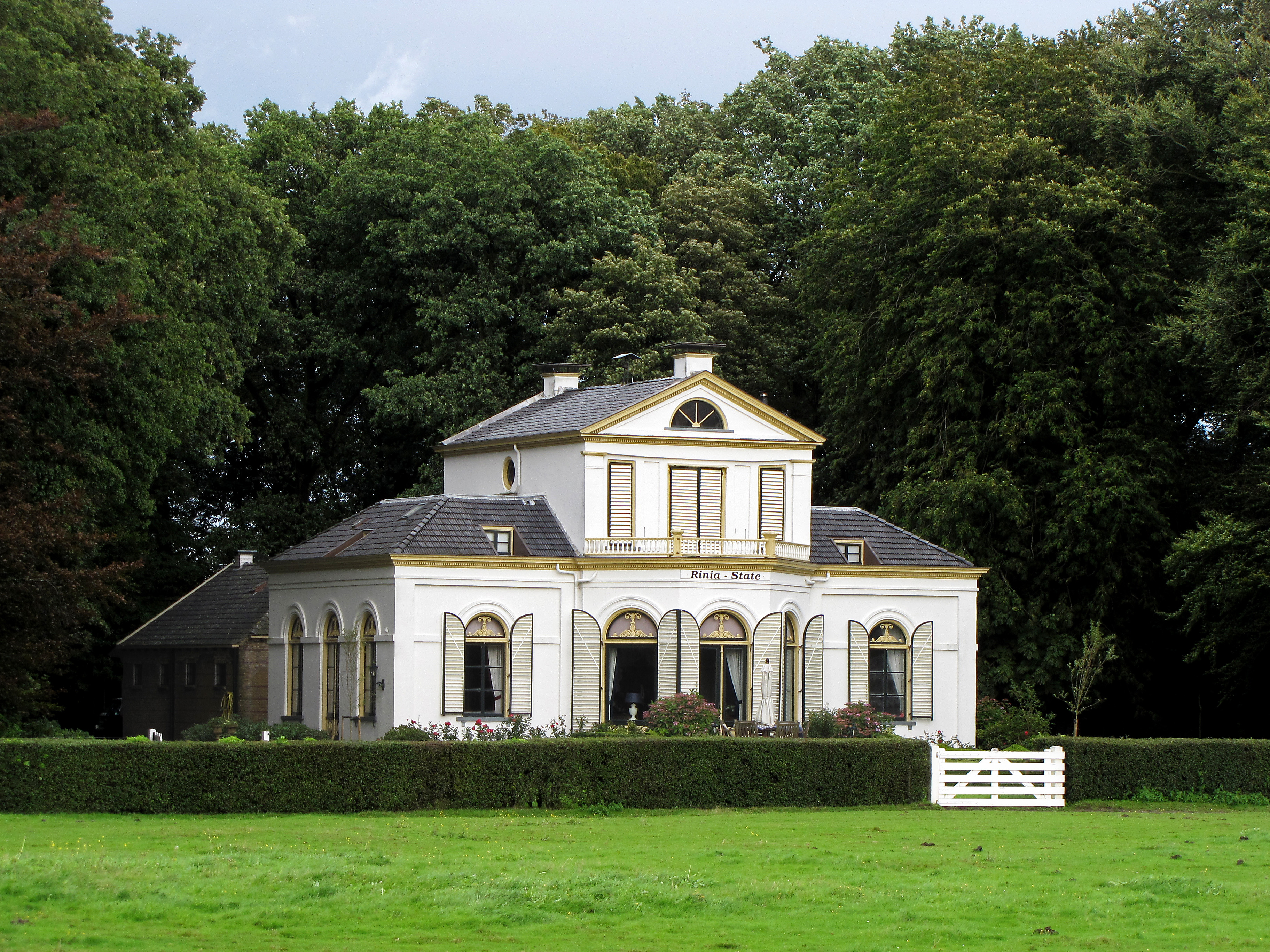
Riniastate
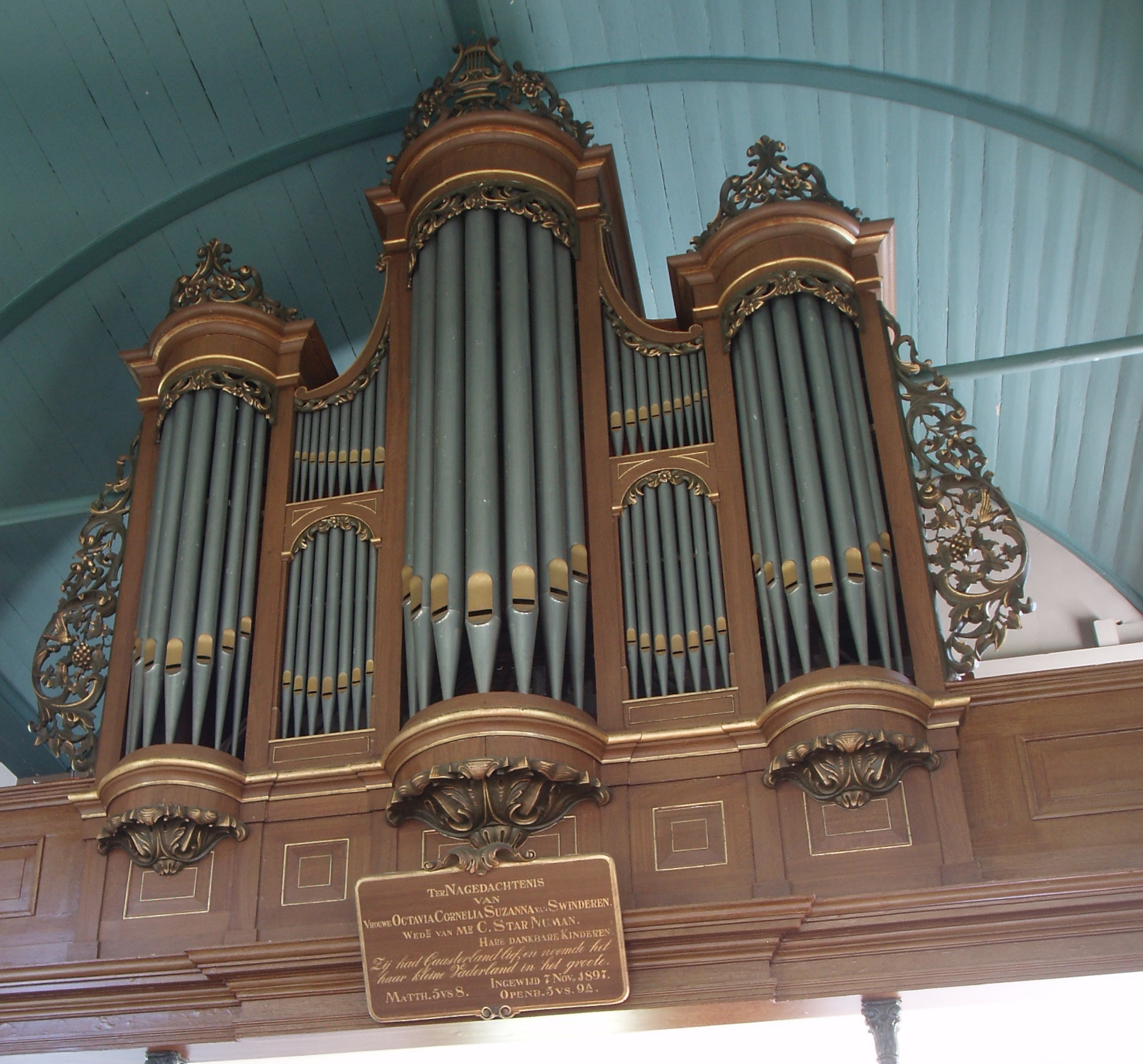
Kerk van Sondel met nagedachtenisplaquette
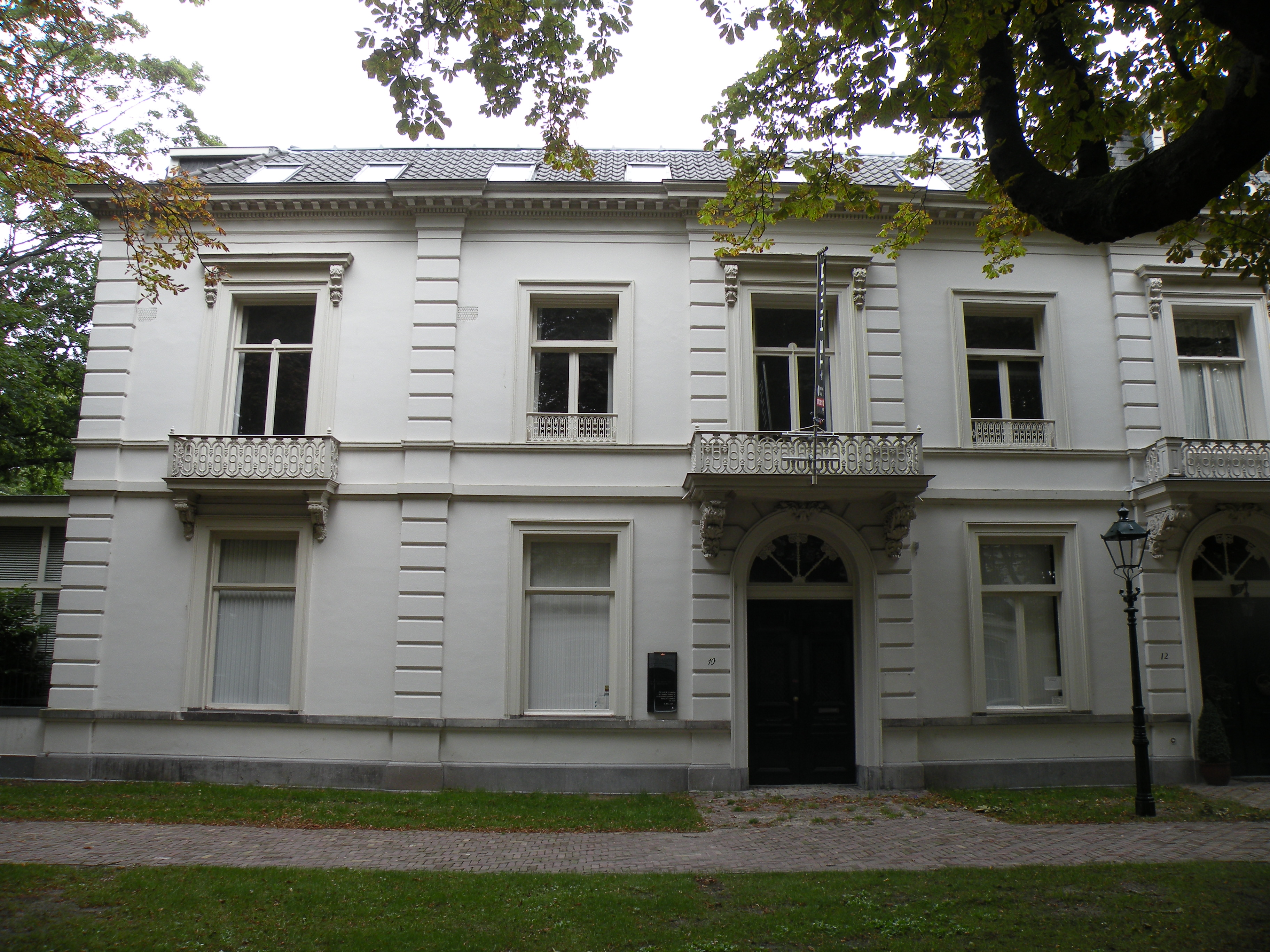
Sophiahof
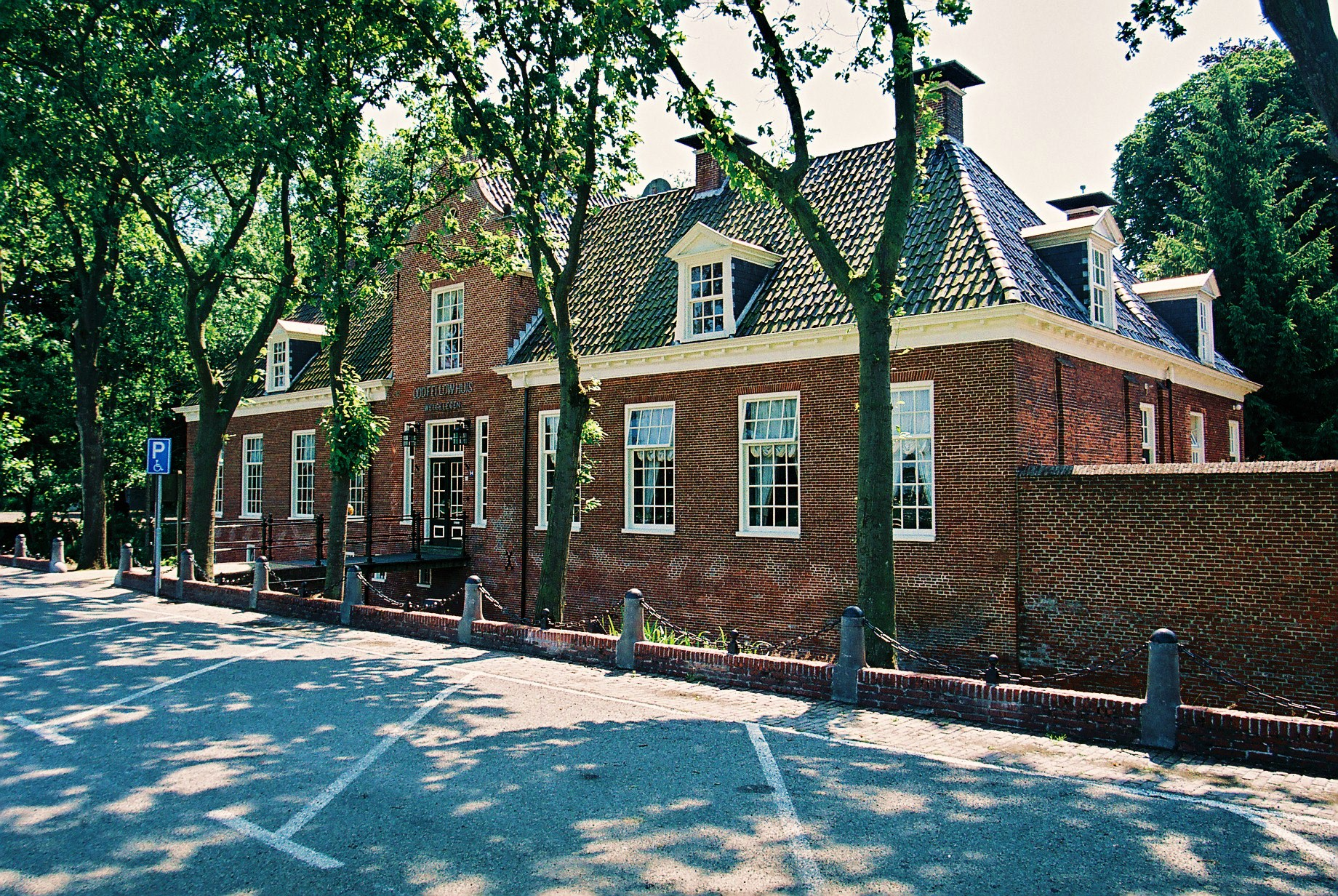
Welgelegen

## Enkele telgen
Prof. dr. Alexander Numan (1780-1852), hoogleraar diergeneeskunde te Utrecht; trouwde in 1806 met Catharina Dorothea Star Lichtenvoort (1770-1833), geboren op huis Welgelegen
- Prof. mr. Cornelis Star Numan (1807-1857), hoogleraar staatsrecht te Groningen; trouwde in 1834 met jkvr. Octavia Cornelia Susanna van Swinderen (1806-1896), telg uit het geslacht Van Swinderen
  - Catharina Dorothea Star Numan (1836-1907), overleden op huis de Ebbinge te Bentweld; trouwde in 1861 met prof. dr. Cornelis Philippus Hofstede de Groot (1829-1884), hoogleraar theologie te Groningen
    - Dr. Cornelis Hofstede de Groot (1863-1930), kunsthistoricus

  - Mr. Oncko Wicher Star Numan (1840-1899), griffier van de Eerste Kamer, bewoner van de Sophiahof
    - Catharina Cornelia Star Numan (1879-1965), bewoonster en eigenaresse van Welgelegen, erfde de Sophiahof en Riniastate; trouwde in 1908 met mr. Evert Jan Thomassen à Thuessink van der Hoop van Slochteren, heer van Slochteren, Kolham, Foxham en Half Schildwolde (1875-1952), burgemeester en bewoner van Welgelegen en de Fraeylemaborg
      - Louise Thomassen à Thuessink van der Hoop van Slochteren (1915-2008), laatste bewoonster van de Fraeylemaborg

    - Mr. Cornelis Alexander Star Numan (1881-1936), kocht Welgelegen
    - Catharina Dorothea Star Numan (1885-1980), laatste telg van het geslacht; trouwde in 1916 met ds. Ottho Gerhard Heldring (1883-1958), directeur en president-directeur Heldringgestichten te Zetten, telg uit het geslacht Heldring
      - Hans Hendrik Heldring (1923-1968), samensteller van de genealogie (Star) Numan voor het Nederland's Patriciaat en assistent Centraal Bureau voor Genealogie

  - Anne Willemine Star Numan (1843-1925), overleden op Riniastate; trouwde in 1867 met dr. Tammo Tammerus Kroon (1841-1878), classicus

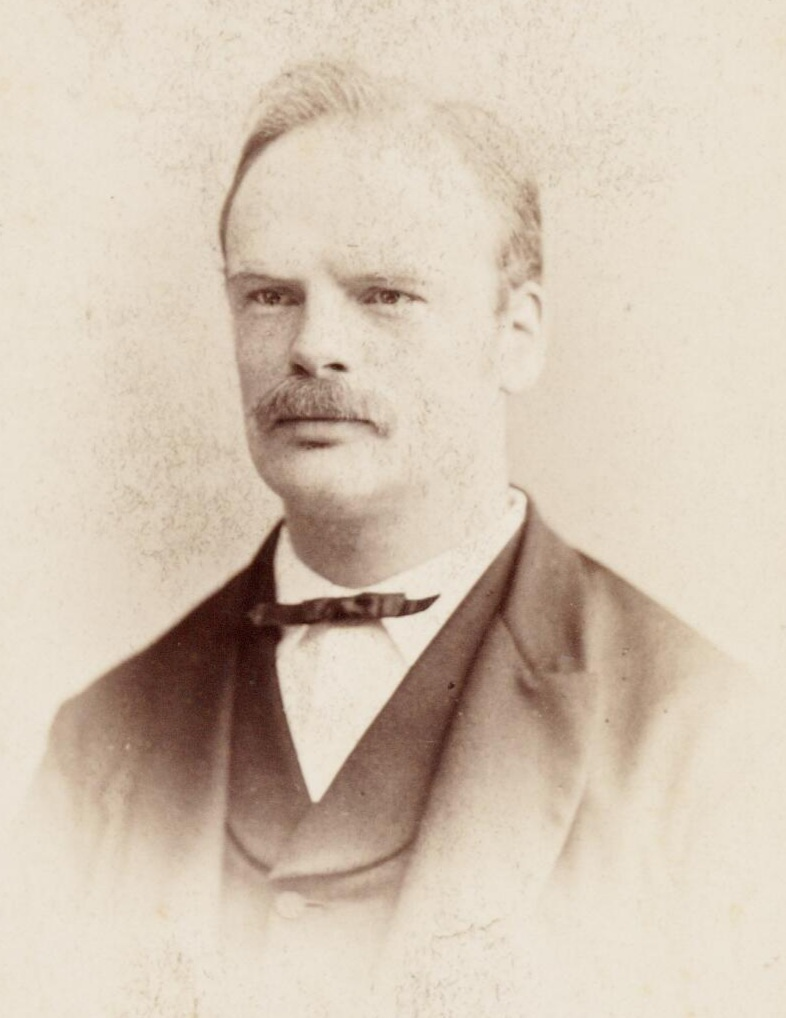
Oncko Wicher Star Numan (1840-1899) in 1871

Geslachten die opgenomen zijn in het sinds 1910 verschijnende genealogische naslagwerk Nederland's Patriciaat. Lijst volgens opgave van het CBG Centrum voor familiegeschiedenis.
A · B · C · D · E · F · G · H · I · J · K · L · M · N · O · P · Q · R · S · T · U · V · W · Y · Z